# Johannes van Bronckhorst

Wapen van Johannes (Jan) van Bronkhorst

Johannes van Bronkhorst (ovl. 26 juni 1346) was de zoon van Willem II van Bronckhorst en Ermgard van Randerode.
Johannes van Bronkhorst was proost van de Grote of Sint-Maartenskerk in Elst en de Oudmünsterkerk te Utrecht. In 1322-1323 en mogelijk ook in 1341 is hij electbisschop van Utrecht, maar hij wist het niet tot bisschop te brengen.

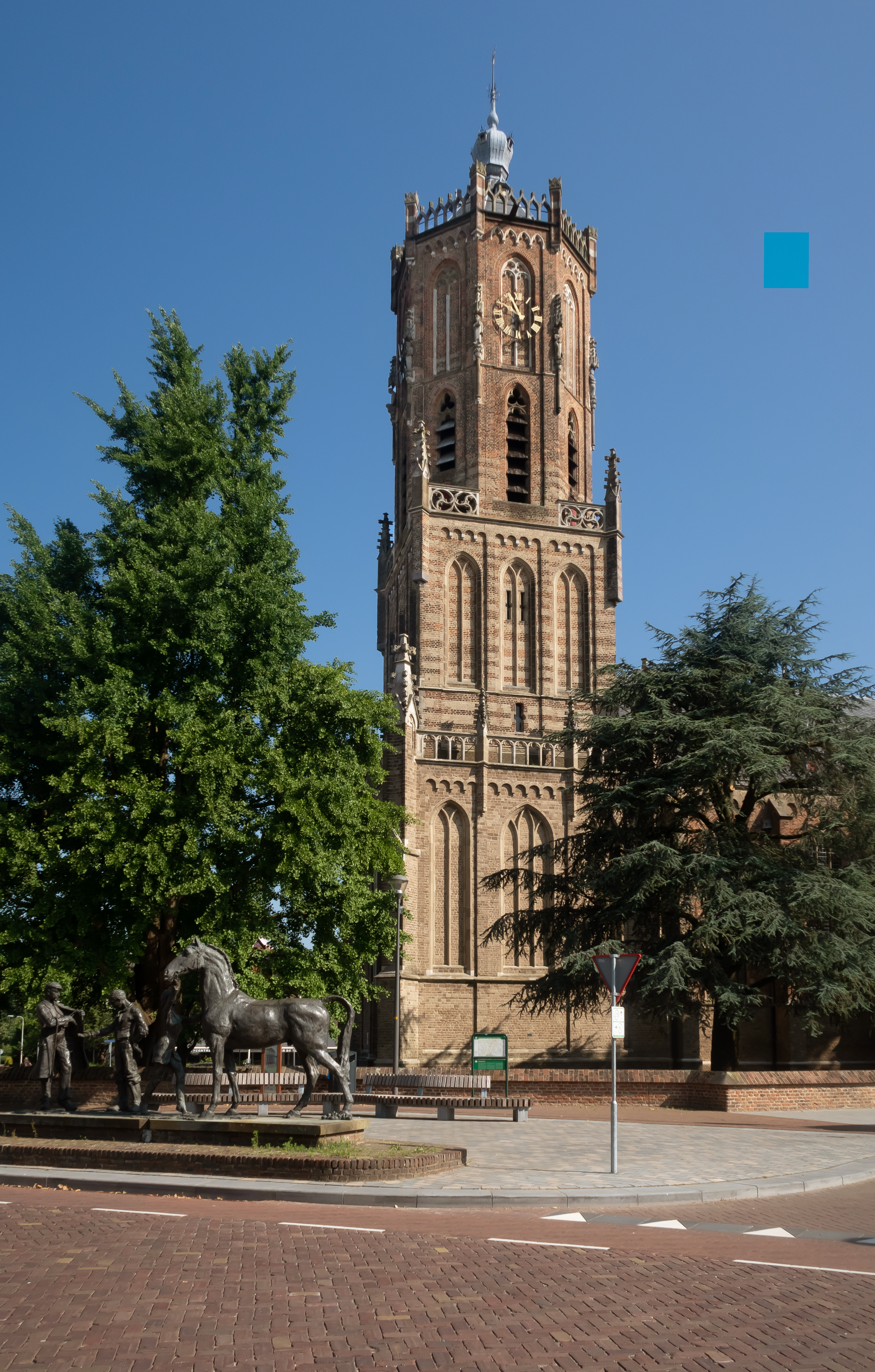
Grote of Sint-Maartenskerk voorheen Sint-Werenfriduskerk te Elst
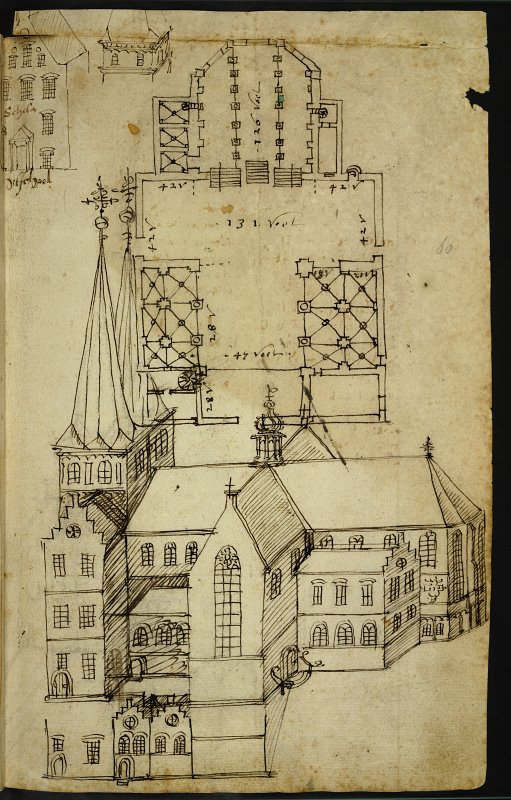
Oudmünsterkerk te Utrecht